# Осакаровка
Осака́ровка (каз. Осакаровка) — селище, центр Осакаровського району Карагандинської області Казахстану. Адміністративний центр та єдиний населений пункт Осакаровської селищної адміністрації.
Село засноване в 1908 році українськими переселенцями з Херсонської і Таврійської губерній як «Осокорівське», однак уже через два роки назва була перекручена генерал-губернатором.
Було від 1940-х до 1960-х років місцем заслання «навічно» на спецпоселення родин борців за незалежність України (ОУН-УПА) та осіб, які їх підтримували. Навіть після зняття з них статусу спецпоселенця їм було заборонено повертатися в західні області України.
Населення — 8812 осіб (2021; 8046 у 2009, 8080 у 1999, 10660 у 1989).